# Phomopsis pungens
Phomopsis pungens är en svampart som först beskrevs av Pier Andrea Saccardo, och fick sitt nu gällande namn av Grove 1935. Phomopsis pungens ingår i släktet Phomopsis och familjen Diaporthaceae.   Inga underarter finns listade i Catalogue of Life.